# جون غوردون (مغني)
جون غوردون (بالإنجليزية: John Gordon)‏ هو مغني وكاتب أغاني أسترالي، ولد في 25 ديسمبر 1963.

## وصلات خارجية
- الموقع الرسمي
- جون غوردون على موقع ميوزك برينز (الإنجليزية)